# Filippin denevérpapagáj
A filippin denevérpapagáj (Loriculus philippensis), korábban fülöp-szigeteki denevérpapagáj, a madarak osztályának papagájalakúak (Psittaciformes) rendjébe és a szakállaspapagáj-félék (Psittaculidae) családjába tartozó faj.

## Előfordulása
A Fülöp-szigetek területén honos.

## Alfajai
- Loriculus philippensis apicalis (Souancé, 1856) – Mindanao, Bazol, Balut, Dinagat és Siargao
- Loriculus philippensis bonapartei (Souancé, 1856) – a Sulu-szigetek közül Bongao, Jolo, Manuk Manka, Siassi en Tawi-Tawi
- Loriculus philippensis bournsi (McGregor, 1905) – Sibuyan
- Loriculus philippensis chrysonotus (P. L. Sclater, 1872) – Cebu
- Loriculus philippensis dohertyi (Hartert, 1906) – Basilan
- Loriculus philippensis mindorensis (Steere, 1890) – Mindoro
- Loriculus philippensis philippensis (P. L. S. Müller, 1776) – Luzon, Banton, Catanduanes, Marinduque és Polillo
- Loriculus philippensis regulus (Souancé, 1856) – Guimaras, Masbate, Negros, Panay, Romblon, Tablas és Ticao
- Loriculus philippensis siquijorensis (Steere, 1890) – Siquijor
- Loriculus philippensis worcesteri (Steere, 189) – Biliran, Bohol, Buad, Calicoan, Leyte, Maripipi és Samar

## Megjelenése
Testhossza 14 centiméter.
|  |

## Külső hivatkozások
- Képek az interneten a fajról
- Ibc.lynxeds.com - videók a fajról